# Іманкаликова Зуракан
Зуракан Іманкаликова (1923, аїл Талди-Суу Пржевальського повіту, тепер Тюпського району Іссик-Кульської області Киргизстану — 13 червня 2011, місто Бішкек, Киргизстан) — радянська киргизька діячка, секретар і заступник голови Президії Верховної ради Киргизької РСР. Депутат Верховної ради Киргизької РСР. Депутат Верховної ради СРСР 4-го скликання. Кандидат історичних наук, доцент.

## Життєпис
Народилася в бідній селянській родині в 1923 (за даними газети «Советская Киргизия» — в 1921) році. З 1930 по 1939 рік навчалася в Талди-Суйській середній школі, вступила до комсомолу.
У 1946 році закінчила Пржевальський вчительський інститут Киргизької РСР.
З 1946 року — вчителька історії та географії Талди-Суйської середної школи Киргизької РСР.
Член ВКП(б) з 1947 року.
У 1948—1949 роках — 1-й секретар Талди-Суйського районного комітету ЛКСМ Киргизії.
З вересня 1949 по 1951 рік — слухачка Республіканської партійної школи при ЦК КП(б) Киргизії.
У 1951—1952 роках — секретар Наринського міського комітету КП(б) Киргизії.
У 1952—1955 роках — 1-й секретар Іссик-Кульського обласного комітету ЛКСМ Киргизії.
У 1952 році закінчила екстерном Киргизький державний університет у місті Фрунзе.
2 квітня 1955 — 13 вересня 1956 року — заступник голови Президії Верховної ради Киргизької РСР.
13 вересня 1956 — квітень 1967 року — секретар Президії Верховної ради Киргизької РСР.
З 1971 року — старший викладач, доцент кафедри історії СРСР Киргизького державного університету. Десять років працювала деканом підготовчого відділення Киргизького державного університету імені 50-річчя СРСР.
Потім — персональний пенсіонер у місті Фрунзе (Бішкеку).
Померла 13 червня 2011 року в місті Бішкеку.

## Нагороди
- орден Трудового Червоного Прапора
- медалі